# 7910 Aleksola
7910 Aleksola è un asteroide della fascia principale. Scoperto nel 1976, presenta un'orbita caratterizzata da un semiasse maggiore pari a 2,2481541 UA e da un'eccentricità di 0,1379801, inclinata di 8,36300° rispetto all'eclittica.